# Estàndard de temps
Un estàndard de temps és una especificació per a mesurar el temps: bé la mesura a la qual passa el temps, o punts en el temps, o tots dos. En l'actualitat, diverses especificacions de temps han estat oficialment reconegudes com a estàndards, on antigament eren assumptes del costum i la pràctica. Un exemple d'un tipus d'estàndard de temps pot ser una escala de temps, que específica un mètode per al mesurament de divisions de temps. Un estàndard per al temps civil pot especificar tant intervals de temps com l'hora del dia.
Els mesuraments estandarditzats de temps es fan usant un rellotge per explicar els períodes d'alguns canvis cíclics, que poden ser els canvis d'un fenomen natural o d'una màquina artificial.
Històricament, els estàndards de temps es basen sovint en el període de rotació de la Terra. Des de finalitats del segle XVII fins al segle xix es va donar per descomptat que la taxa de rotació diària de la Terra era constant. Les observacions astronòmiques de diversos tipus, incloent els registres d'eclipsis, estudiats al segle xix, van aixecar les sospites que la taxa a la qual la Terra gira està disminuint gradualment i també mostra irregularitats a petita escala, la qual cosa va ser confirmat al segle XX. Els estàndards de temps basats en la rotació de la Terra van ser reemplaçats (o inicialment complementats) per a ús astronòmic a partir de 1952 amb un temps d'efemèrides estàndard basat en el període orbital de la Terra i en el moviment de la Lluna. La invenció en 1955 de rellotge atòmic de cesi ha conduït a la substitució dels estàndards de temps antics i purament astronòmics, per a la majoria dels propòsits pràctics, pels estàndards de temps més recents basats totalment o parcialment en el temps atòmic.
Diversos tipus de segons i dies s'utilitzen com l'interval de temps bàsic per a la majoria de les escales de temps. Altres intervals de temps (minuts, hores i anys) es defineixen generalment a partir d'aquests dos.

## Estàndards de temps basats en la rotació de la Terra
Temps solar veritable es basa en el dia solar, que és el període entre un migdia solar (pas del Sol real a través d'un meridià) i el següent. Un dia solar és d'aproximadament 24 hores de temps mitjà. A causa que l'òrbita de la Terra al voltant del sol és el·líptica i a causa de l'obliqüitat relativa de l'eix de la Terra per al plànol de l'òrbita (l'eclíptica), el dia solar aparent varia unes poques dotzenes de segons per damunt o per sota del valor mitjà de 24 hores. A mesura que la variació s'acumula en unes poques setmanes, hi ha diferències tan grans com de 16 minuts entre el temps solar veritable i el temps solar mitjà (Equació de temps). No obstant això, aquestes variacions s'anul·len al llarg de l'any. Hi ha també altres pertorbacions tals com l'oscil·lació de la Terra, però aquestes són de menys d'un segon a l'any.
Temps solar mitjà va ser originalment el temps solar veritable corregit per l'equació de temps. El temps solar mitjà es deriva de vegades, especialment en el mar per a finalitats de navegació, mitjançant l'observació del temps solar veritable i després afegint-li una correcció de càlcul, l'equació de temps, la qual cosa compensa les dues irregularitats conegudes, causades per l'excentricitat de l'òrbita de la Terra i l'obliqüitat de l'equador de la Terra i l'eix polar a l'eclíptica (el qual és el plànol de l'òrbita de la Terra al voltant del sol).
Temps sideral és el temps per als estels. Una rotació sideral és el temps que triga la Terra a fer un volt pel que fa als estels, aproximadament 23 hores 56 minuts 4 segons. Per a treballs de precisió astronòmica en terra, era habitual observar el temps sideral en lloc de l'hora solar per mesurar el temps mitjà solar, a causa que les observacions d'estels "fixos" podien ser mesurades i reduïdes amb major precisió que les observacions del sol (malgrat la necessitat de fer diverses petites compensacions, la refracció, l'aberració, la precisió, nutació i moviment propi). És ben sabut que les observacions del Sol constitueixen obstacles importants per a l'assoliment de la precisió en la mesura. En el passat, abans de la distribució de senyals horaris precisos, era part de la rutina de treball en qualsevol observatori l'observar els temps siderals de pas pel meridià de "estels seleccionats" (amb posició i moviment coneguts), i utilitzar aquests per corregir els rellotges de funcionament de l'observatori local de temps sideri mitjà; però avui dia el temps sideral local és normalment generat per ordinador, basant-se en senyals de temps.
Temps mitjà de Greenwich (GMT) va ser originalment el temps mitjà deduït de les observacions meridianes preses en el Real Observatori de Greenwich. El meridià principal d'aquest observatori va ser triat en 1884 per la Conferència Internacional del Meridià com el primer meridià. GMT, ja sigui per aquest nom o com el "temps mitjà de Greenwich", solia ser un estàndard de temps internacional, però ja no és així; va passar a cridar-se inicialment en 1928 com a Temps Universal (UT) (en part com a resultat de les ambigüitats derivades del canvi de la pràctica de començar el dia astronòmic en la mitjanit en comptes d'al migdia, adoptat l'1 de gener de 1925). La versió redefinida més actual de UT, UT1, segueix sent en realitat el temps mitjà de Greenwich. El temps mitjà de Greenwich és encara el temps legal en el Regne Unit (a l'hivern, i una vegada ajustat una hora per a l'horari d'estiu). Però el temps universal coordinat (UTC) (una escala basada en el temps atòmic en el qual es manté sempre dins de 0,9 segons de UT1) és d'ús comú actual en el Regne Unit i el nom GMT és sovint erròniament utilitzat per referir-se a ella.
Temps Universal (UT) és una escala de temps basada en el dia solar mitjà, que es defineix per ser el més uniforme possible malgrat les variacions en la rotació de la Terra.
- UT0 és el temps de rotació d'un lloc particular d'observació. S'observa com el moviment diürn dels estels o de fonts extraterrestres de ràdio.
- UT1 es calcula mitjançant la correcció de UT0 per l'efecte del moviment polar en la longitud del lloc d'observació. Això varia d'uniformitat a causa de les irregularitats en la rotació de la Terra.

## Estàndards de temps per als càlculs de moviment dels planetes
El Temps d'efemèrides i altres escales de temps successores que es descriuen a continuació, han estat destinades per a un ús astronòmic, per exemple en els càlculs de moviments planetaris, amb finalitats d'uniformitat, incloent en particular, la llibertat de les irregularitats de rotació de la Terra. Algunes d'aquestes normes són exemples d'escales de temps dinàmic i/o d'escales de temps coordinat.
- Temps d'efemèrides (ET) va ser de 1952 a 1976 un nivell d'escala de temps oficial de la Unió Astronòmica Internacional. Era una escala de temps dinàmic basat en el moviment orbital de la Terra al voltant del Sol, del que es deriva la segona efemèrides definida com una fracció de l'any tropical. Aquesta segona efemèrides era l'estàndard per al segon SI des de 1956 fins a 1967, i va ser també la font per al calibratge del rellotge atòmic de cesi. Aquest temps d'efemèrides estàndard era no relativista i no complia amb les creixents necessitats de la relativitat de les escales de temps coordinat. Va ser usat en els almanacs i efemèrides planetàries oficials des de 1960 fins a 1983 i va ser reemplaçat en els almanacs oficials de 1984 i següents, per les digitalment integrades Jet Propulsion Laboratory Development Ephemeris DE200 (basades en l'escala de temps coordinat relativista de JPL Teph).

## Estàndards de temps construïts
Temps Atòmic Internacional (TAI) és la principal norma internacional de temps pel qual es calculen altres estàndards de temps, inclòs UTC. TAI és mantinguda pel OIPM (Oficina Internacional de Pesos i mesures) i es basa en la conjunció de molts rellotges atòmics a tot el món, cadascun corregit per efectes ambientals i relativistes.
Temps universal coordinat (UTC) és una escala de temps atòmic dissenyada per aproximar-se a l'horari universal. UTC difereix de TAI per un nombre enter de segons. UTC es manté dins de 0,9 segons de UT1 per la introducció de passos d'un segon a UTC, el "segon intercalar". Fins avui aquests passos sempre han estat positius.
Fus horari o Temps civil en una regió es desvia una quantitat fixa, en general un nombre enter d'hores, d'algun tipus de temps universal, ara generalment UTC. El desplaçament es tria de manera que un nou dia comença aproximadament mentre que el sol està en el punt més baix. Com a alternativa, la diferència no és realment fixa, sinó que canvia dues vegades a l'any una quantitat rodona, en general una hora; veure horari d'estiu.